# Mona Sahlin
Mona Ingeborg Sahlin z domu Andersson (ur. 9 marca 1957 w Sollefteå) – szwedzka polityk, deputowana do Riksdagu, w latach 1990–1991 i 1998–2006 minister, wicepremier w latach 1994–1995, od 2007 do 2011 przewodnicząca Szwedzkiej Socjaldemokratycznej Partii Robotniczej.

## Życiorys
Mona Sahlin urodziła się w 1957 w Sollefteå w regionie Västernorrland. Jej rodzina po kilkakrotnych przeprowadzkach w połowie lat 60. zamieszkała na stałe w miejscowości Järla w regionie sztokholmskim. W 1964 założyła Barbieklubben, szwedzki klub lalki Barbie. W 1977 ukończyła szkołę średnią Södra Latin w Sztokholmie, nie kontynuowała nauki. W 1973 wstąpiła do Ligi Młodych Szwedzkiej Socjaldemokracji, w której oficjalnie pozostawała do 1984. W tym czasie zaangażowała się w ruch popierający działania Vietcongu w trakcie wojny w Wietnamie. W latach 1976–1977 była wiceprzewodniczącą jednej z organizacji studenckich. W latach 1978–1980 pracowała w instytucji Brevskolan, następnie do 1982 w organizacji związkowej SEKO.
W wyniku wyborów w 1982 po raz pierwszy została wybrana do Riksdagu z ramienia Szwedzkiej Socjaldemokratycznej Partii Robotniczej, będąc najmłodszą posłanką w tamtym czasie. Z powodzeniem ubiegała się o reelekcję w wyborach w 1985, 1988, 1991 i 1994. Od 1983 do 1990 była rządowym przedstawicielem w szwedzkiej konfederacji sportu Riksidrottsförbundet.
W 1990 została ministrem pracy w rządzie Ingvara Carlssona, pełniła tę funkcję do 1991. Gdy w tym samym roku socjaldemokraci utracili władzę, Mona Sahlin została przewodniczącą parlamentarnej komisji ds. rynku pracy. Od 1992 do 1994 zajmowała stanowisko sekretarza generalnego SAP. Po zwycięstwie wyborczym socjaldemokratów w 1994 powołano ją na wicepremiera i ministra ds. równouprawnienia w kolejnym gabinecie premiera Ingvara Carlssona. Gdy w 1995 urzędujący premier ogłosił zakończenie swojej aktywności politycznej, była wymieniana jako główna kandydatka do objęcia kierownictwa partii.
Kariera polityczna Mony Sahlin została jednak przerwana w październiku 1995 w związku z wybuchem tzw. afery Toblerone, dotyczącej wydawania przez nią publicznych środków na cele prywatne. Gazeta „Expressen” opublikowała wówczas artykuł, w którym ujawniła, że polityk wydała około 50 tys. koron szwedzkich ze służbowej karty kredytowej na prywatne zakupy. Mona Sahlin tłumaczyła się podobieństwem tej karty do prywatnej, wyjaśniała, że zakupiła tylko czekoladę Toblerone, pampersy i papierosy. Ujawniono w tym samym czasie także, że w 1990 zatrudniała opiekunkę do dziecka bez opłacenia podatku, w 1993 nie opłaciła abonamentu telewizyjnego (co stanowiło w Szwecji przestępstwo), a także zalegała z zapłatą należnych opłat parkingowych oraz opłat za opiekę nad dziećmi. 16 października 1995 polityk ogłosiła, że wycofuje się z życia politycznego. W listopadzie tegoż roku zrezygnowała ze stanowiska w rządzie i ubiegania się o przewodnictwo partii, a w kwietniu 1996 złożyła mandat deputowanej do parlamentu. W rezultacie nowym liderem SAP i kolejnym premierem Szwecji został w marcu 1996 Göran Persson.
W latach 1995–1998 prowadziła własną działalność gospodarczą. W 1998 została dyrektorem centrum edukacyjnego Bommersvik, placówki należącej do socjaldemokratycznej młodzieżówki. Do aktywności politycznej powróciła w 1998, została wówczas mianowana przez premiera Görana Perssona ministrem przemysłu, zatrudnienia, integracji, spraw metropolitalnych i telekomunikacji. W 2002 objęła stanowisko ministra ds. demokracji, integracji, praw człowieka, sportu, spraw metropolitarnych i równouprawnienia w resorcie sprawiedliwości. W latach 2004–2006 była ministrem zrównoważonego rozwoju, energii, mieszkalnictwa. W 2002, 2006 i 2010 ponownie uzyskiwała mandat deputowanej do Riksdagu.
Po porażce Szwedzkiej Socjaldemokratycznej Partii Robotniczej w wyborach parlamentarnych we wrześniu 2006, Göran Persson ogłosił swoją rezygnację ze stanowiska przewodniczącego partii. W szeregach SAP pojawiło się przekonanie, że kolejnym liderem powinna być kobieta. Po wycofaniu się z ubiegania się o nominację przez Margot Wallström, Carin Jämtin i Ulricę Messing faworytką do objęcia urzędu została Mona Sahlin. 18 stycznia 2007 została oficjalnie zgłoszona przez komitet wyborczy partii na tę funkcję. 17 marca 2007 została jednogłośnie wybrana na nowego lidera socjaldemokratów na nadzwyczajnym kongresie partii w Sztokholmie. Poprowadziła SAP do wyborów w 2010, ugrupowanie poniosło kolejną porażkę, uzyskując najsłabszy wynik wyborczy w historii. 25 marca 2011 zrezygnowała z kierowania partią, a 31 marca tegoż roku odeszła z parlamentu.
W 2012 bez powodzenia ubiegała się o funkcję dyrektora generalnego Międzynarodowej Organizacji Pracy. W lipcu 2014 powołana na krajowego koordynatora do spraw przeciwdziałania ekstremizmowi. Pełniła tę funkcję do maja 2016, kiedy to odeszła ze stanowiska po ujawnieniu nieprawidłowości w wystawieniu zaświadczenia jednemu z pracowników.

## Życie prywatne
Mona Sahlin w 1976, w czasie obozu młodzieżowego w Kramfors, poznała Chilijczyka Davida Peñę, z którym ma córkę Ann-Sofie. W 1982 wyszła za mąż za Bo Sahlina, z którym miała troje dzieci: córkę Jenny oraz synów Gustava i Johana, który zmarł w wieku dziesięciu miesięcy z powodu niewydolności serca.